# 克拉伊納第納爾

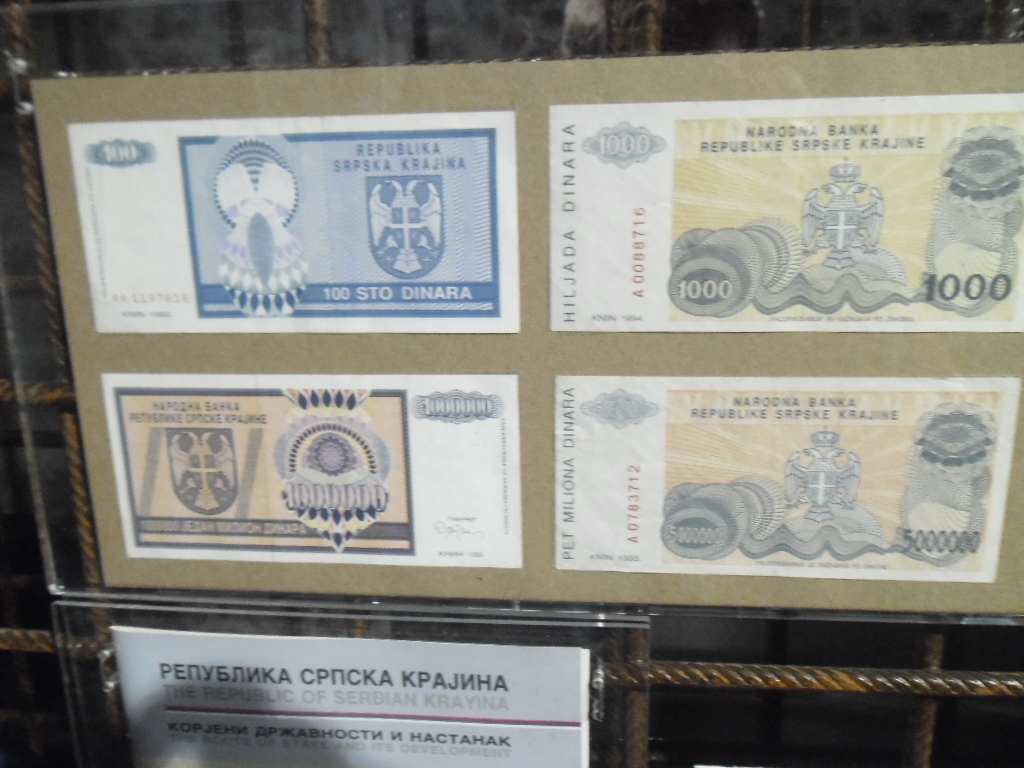

克拉伊納第納爾是塞爾維亞克拉伊納共和國在1992年至1994年期間發行的貨幣。克拉伊納第納爾前後發行過三次，第一是在1992年7月，第二次是在1993年10月1日，第三次是在1994年1月1日。克拉伊納第納爾發行之後處於嚴重的通貨膨脹狀態。1995年，克羅埃西亞政府控制克拉伊納地區之後，這一地區改用克羅埃西亞庫納。